# 1037
1037 (MXXXVII) je bilo navadno leto, ki se je po julijanskem koledarju začelo na soboto.

## Dogodki
- Ferdinand I. Kastiljski si priključi León, zahteva oblast nad španskimi krščanskimi kraljestvi ter si vazalno podredi večino muslimanskih žepnih kraljestev nastalih iz razvalin Kordobskega kalifata.
- Bizantinski general Jurij Manijak začne s pomočjo normanskih najemnikov vojaško kampanjo proti Arabcem na Siciliji.
- Umrlega touluškega grofa Vilijema III. nasledi sin Pons.
- Posvetitev Stolnice Svete Zofije v Kijevu.

## Rojstva
- 8. januar - Su Shi, kitajski pesnik, esejist, državnik († 1101)

## Smrti
- al-Bagdadi, arabski matematik (* 980)
- Boleslav III., češki vojvoda (* 965)
- Farruchi Sistani, perzijski pesnik
- Ibn Sina, latinizirano Avicenna, perzijski učenjak enciklopedične izobrazbe (* okoli 980)
- Vilijem III., touluški grof (* 970)